# Villa Volpi (Sabaudia)
A Villa Volpi é uma mansão histórica localizada em Sabaudia na Itália.

## História
A villa foi costruida em 1952 a pedido da Condessa Nathalie Volpi de Misurata, esposa do Conde Giuseppe Volpi, criador do Festival de Cinema de Veneza, sendo projetada pelo arquiteto Tomaso Buzzi.
A villa serviu de cenário para a filmagem de vários filmes, entre os quais Divórcio à Italiana e Compagni di scuola.
Em 2023, foi vendida por 20 milhões de euros.

## Descrição
A villa, situada dentro do Parque Nacional do Circeo, fica de frente para o mar na duna de Sabaudia. Apresenta um estilo inspirado em modelos clássicos e palladianos.

## Galeria

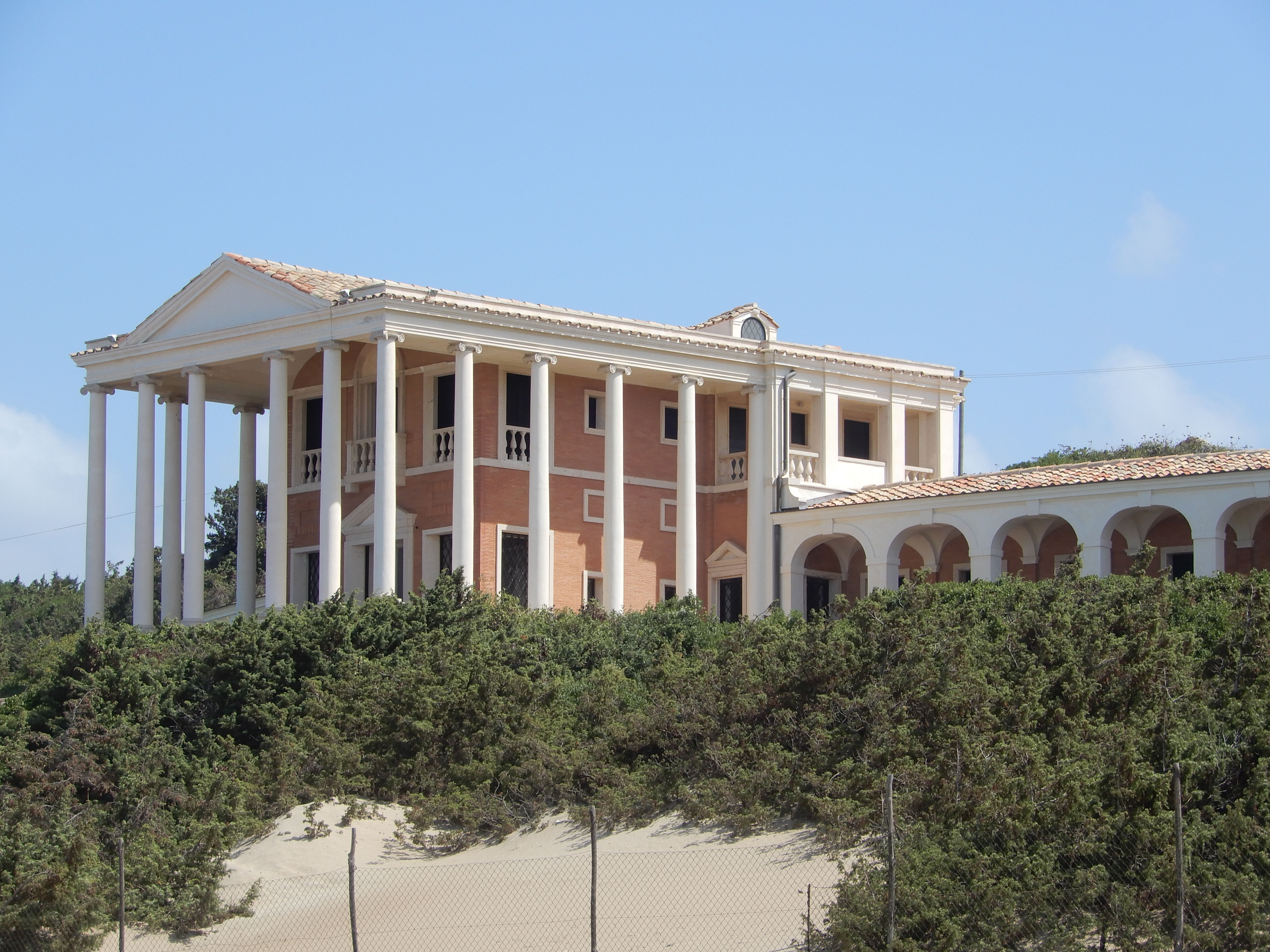
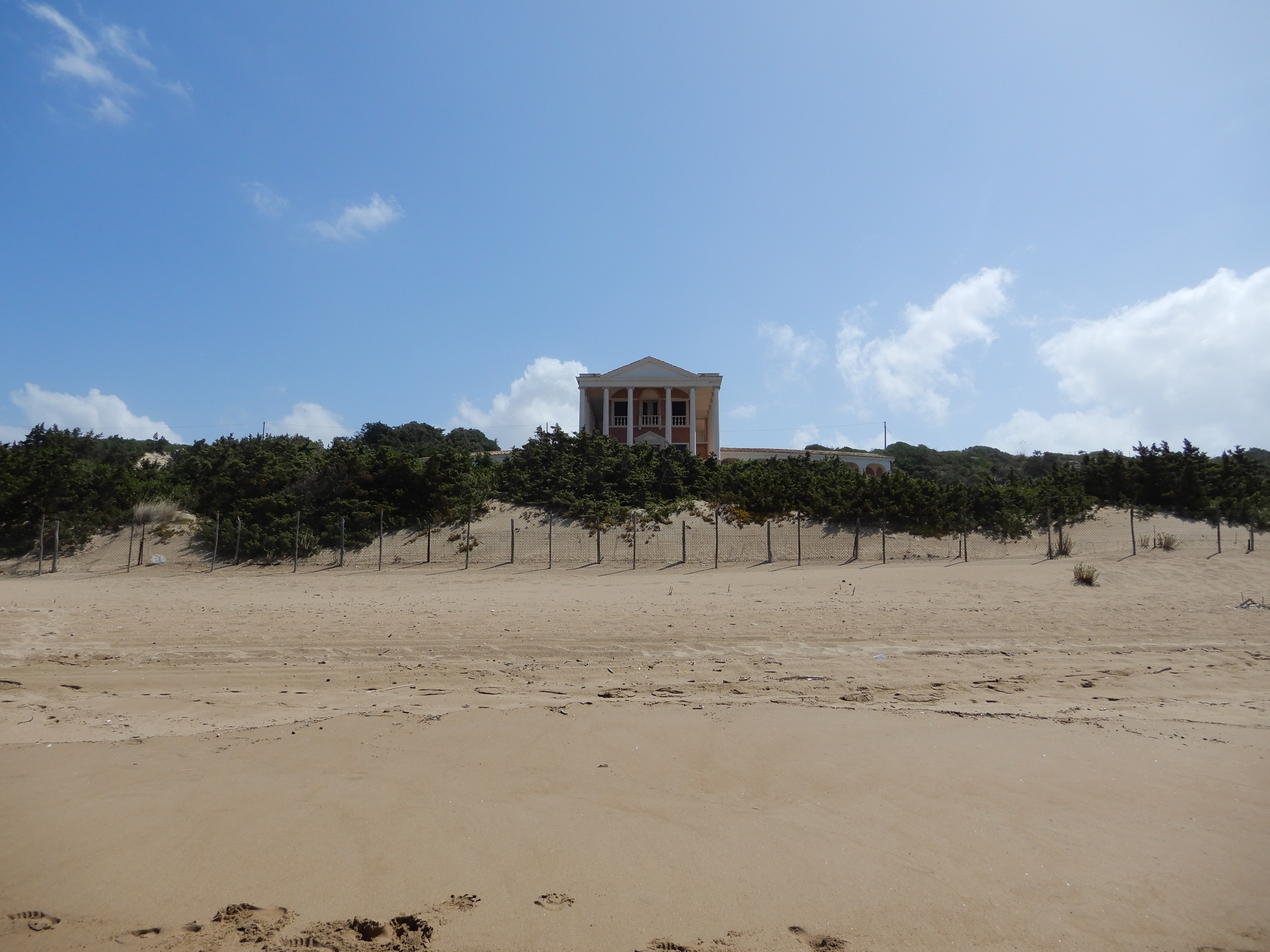
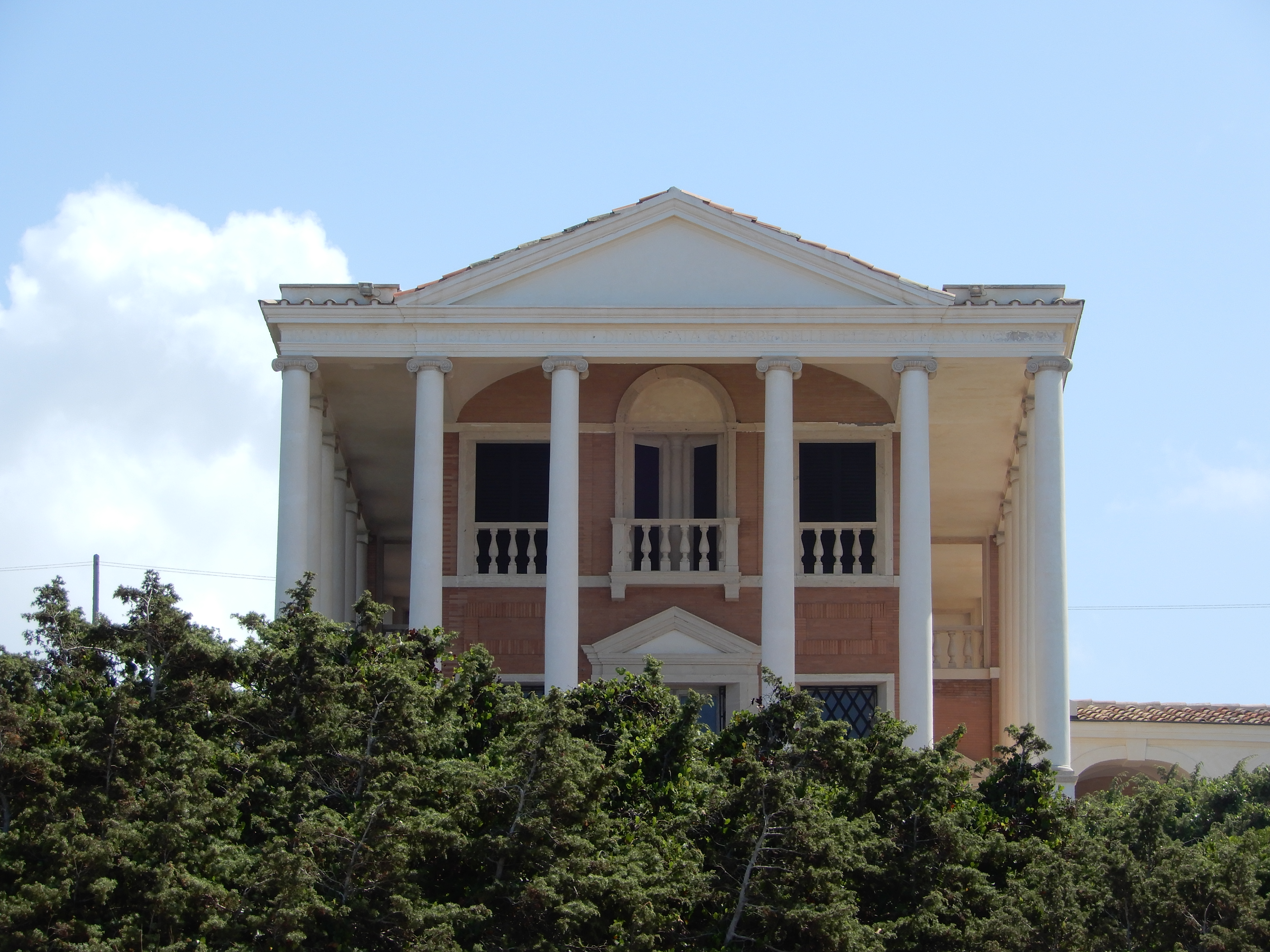